# Bradu (okręg Neamț)
Bradu – wieś w Rumunii, w okręgu Neamț, w gminie Grințieș. W 2011 roku liczyła 701 mieszkańców.